# Phoenix (película)
Phoenix es una película policíaca de 1998 dirigida por el británico Danny Cannon.

## Elenco
- Ray Liotta como Harry Collins.
- Anthony LaPaglia como Mike Henshaw.
- Anjelica Huston como Leila.
- Daniel Baldwin como James Nutter.
- Jeremy Piven como Fred Shuster.
- Tom Noonan como Chicago.
- Xander Berkeley como Clyde Webber.
- Giancarlo Esposito como Louie.
- Brittany Murphy como Veronica.
- Kari Wührer como Katie Shuster.
- Giovanni Ribisi como Joey Schneider.
- Royce D. Applegate como Dickerman.

## Críticas
Lawrence Van Gelder, escritor de The New York Times, sostuvo que "el carácter y conversaciones superan impuslso y suspense en Phoenix pero con un elenco talentoso, dirigido por Ray Liotta, que fue el co-productor de esta historia de detectives de policía corrupta en Arizona, salpica colores atractivos.".

## Banda sonora
- "Ama" (escrita por Daniel Riddle y David Parks) interpretada por Hitting Birth
- "11 O'Clock" (Mark Sandman) por Morphine
- "Dogs of Lust (Germicide Mix)" (Matt Johnson) por The The
- "K. C. " (Guy Davis, Marc Olson, y Mike Williamson) por Sage
- "Terrified" (Hubert Clifford) by Hubert Clifford
- "Tragedy" (Clive Richardson) por Clive Richardson
- "Mas y Más" (David Hidalgo y Louis Pérez) por Los Lobos
- "Terraplane Blues" (Robert Johnson) por Robert Johnson
- "Untitled #1" (Josh Haden) por Spain
- "I Can't Win" (Leonard Johnson, Dave Richardson, y Cliff Knight) por Ry Cooder
- "From Four Until Late" (Robert Johnson) por Robert Johnson
- "Until Tomorrow" (Graeme Revell, Danny Cannon, y Gail Ann Dorsey) por Gail Ann Dorsey